# Hollandais volant
Pour les articles homonymes, voir Hollandais (homonymie).

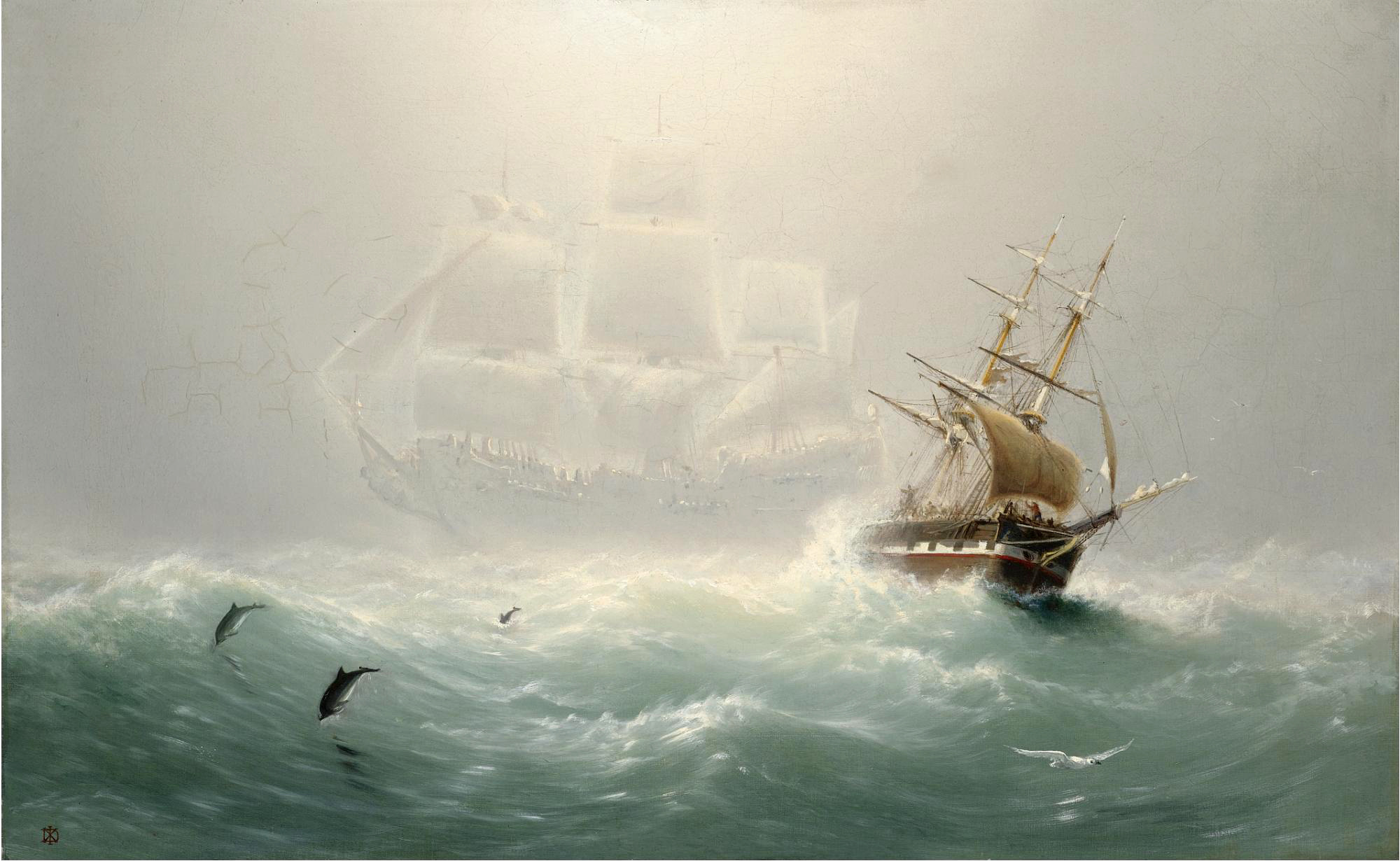
The Flying Dutchman
par Charles Temple Dix (vers 1860).

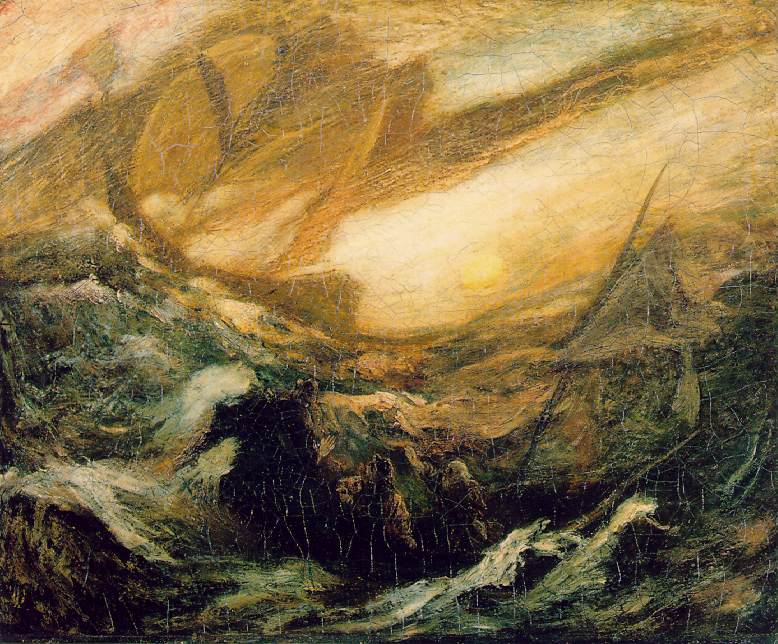
The Flying Dutchman
par Albert Pinkham Ryder (vers 1896).

Le Hollandais volant, parfois appelé dans le passé le « Voltigeur hollandais », est le plus célèbre des vaisseaux fantômes. Ce mythe a souvent été utilisé par les écrivains dans des récits d'aventure. Il est également connu sous le nom allemand « Der fliegende Holländer », ce dernier étant par ailleurs le titre original d'un opéra de Richard Wagner. 

## Histoire

### Origine incertaine
« Les marins de toutes les nations croient à l'existence d'un bâtiment hollandais dont l'équipage est condamné par la justice divine, pour crime de pirateries et de cruautés abominables, à errer sur les mers jusqu'à la fin des siècles. On considère sa rencontre comme un funeste présage. »

— P. Mellier, Dictionnaire infernal (1844).

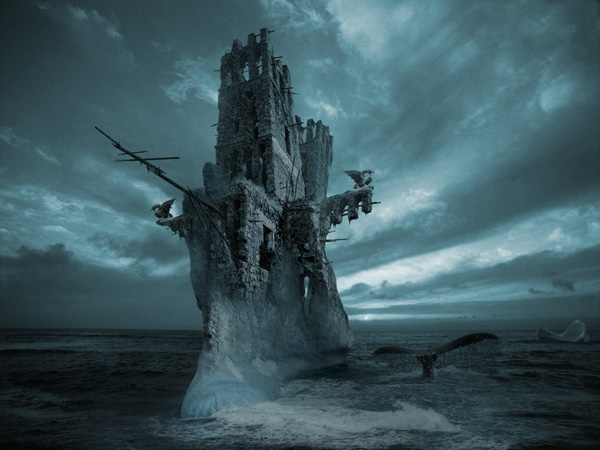
Flying Dutchman Phantom
par George Grie (2006).

Il est souvent très difficile de remonter aux faits qui sont à l'origine d'une légende. Dans le cas du Hollandais volant, il pourrait s'agir des exploits d'un capitaine hollandais au cours du XVIIe siècle nommé Bernard (ou Barend) Fokke. Employé par la Compagnie néerlandaise des Indes orientales, il était connu pour effectuer, avec une rapidité surprenante pour l'époque, les trajets entre l'Europe et l'Asie : seulement trois mois et quatre jours en 1678, pour rejoindre l'île de Java en partant des Provinces-Unies. La rumeur attribua ces performances inhabituelles (il « volait » sur l'eau) à l'assistance du diable. En outre Fokke était, paraît-il, extrêmement laid, ce qui ajoutait à la crédibilité d'un pacte diabolique.
Lors d'une expédition, il disparut avec son bâtiment sans laisser de traces et, quand la légende du fameux Hollandais volant se développa, on lui en attribua le commandement. Selon d'autres sources[Lesquelles ?], le capitaine s'appellerait Van der Decken, avec une orthographe et un prénom variant suivant les versions. En fait, nul ne semble savoir exactement où et quand la légende naquit, mais ses racines sont sûrement assez anciennes.[réf. nécessaire]

### Premières publications

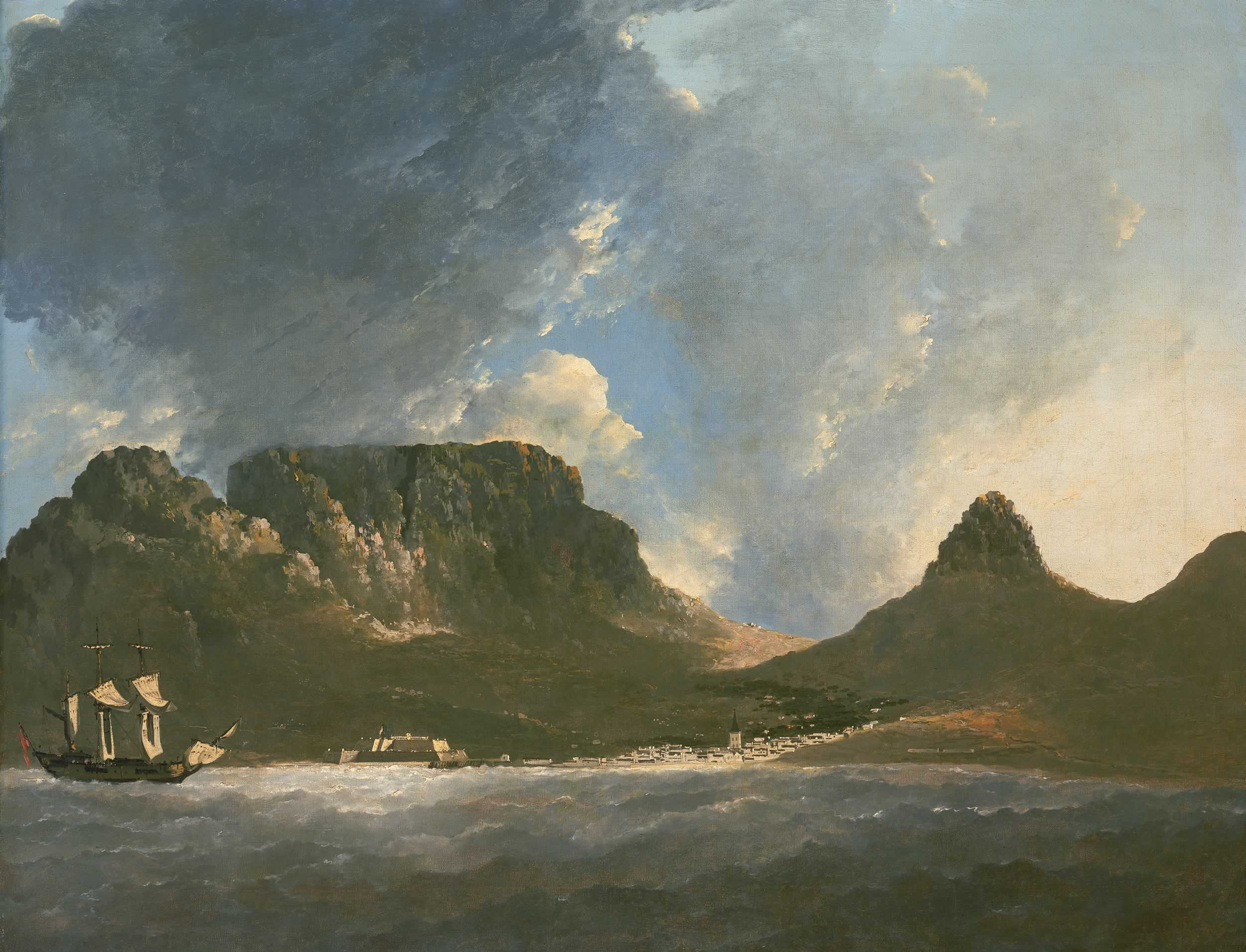
Le cap de Bonne-Espérance
par William Hodges (1772).

La première allusion connue est publiée en 1790 dans un récit de voyages en mer par l'Écossais John MacDonald intitulé Travels in various part of Europe, Asia and Africa during a serie of thirty years and upward : 

« La tempête était si forte que les marins dirent avoir vu le Hollandais volant. L'histoire la plus répandue raconte qu'un Hollandais arrivant au Cap un jour de tempête voulut entrer au port mais ne trouva aucun pilote pour l'accompagner, ce qui mena le bateau à sa perte. Depuis ce temps, la vision du navire apparaît en cas de mauvais temps. »

Un autre récit est fait par l'anglais George Barrington : A Voyage to Botany Bay, publié en 1795. Il y est fait état d'une croyance superstitieuse propagée par les marins à la suite du naufrage d'un vaisseau de guerre hollandais durant une tempête, vaisseau qui serait par la suite brièvement apparu sous une forme fantomatique à son ancien bâtiment d'accompagnement.
Mais il faut attendre mai 1821 pour voir publier une version écrite détaillée de la légende dans un journal britannique, le Blackwood's Magazine. C'est dans ce texte littéraire non signé qu'est publié pour la première fois le nom du capitaine Vanderdecken. La première version française a été publiée par Auguste Jal en 1832. Elle peut être résumée de la façon suivante : 
Un navire hollandais est pris dans une violente tempête alors qu'il tente de franchir le cap de Bonne-Espérance. L'équipage supplie le capitaine de chercher un abri mais il refuse et s'enferme dans sa cabine pour fumer et boire. La tempête s'aggravant encore, le capitaine défie le ciel de couler le navire. Une forme lumineuse se matérialise à bord du bâtiment devant l'équipage terrorisé. Le capitaine injurie alors l'apparition, braque sur elle un pistolet et tire, mais l'arme lui explose dans la main. Une voix s'élève alors pour lui déclarer : « Puisqu'il te plaît tant de tourmenter les marins, tu les tourmenteras, car tu seras le mauvais esprit de la mer. Ton navire apportera l'infortune à ceux qui le verront. ». Cette légende inspira, en 1834, une nouvelle au poète allemand Heinrich Heine : les Mémoires de Monsieur de Schnabelewopski qui, mêlée à d'autres éléments de la légende, servit de thème au livret de l'opéra de Richard Wagner créé en 1843.

### Autres versions de la légende

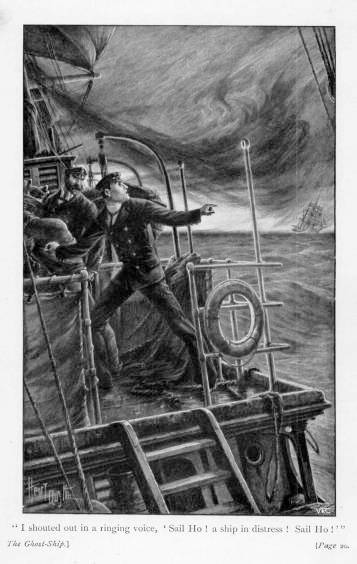
Apparition du Hollandais volant.

Il existe un grand nombre de versions de cette légende, chacune comportant des variantes. Il reste toutefois deux constantes : le navire est hollandais et les événements (comme d'ailleurs la plupart des apparitions futures) se déroulent aux alentours du cap de Bonne-Espérance. Un très grand navire serait parti, en 1680, du port d'Amsterdam à destination de Batavia (l'actuelle Jakarta), commandé par un capitaine peu honnête qui profitait du voyage pour faire de la contrebande. Le navire fut intercepté par le diable au cours d'une terrible tempête et sombra avec ses marchandises et tout son équipage. Toutefois le navire réapparut ensuite, piloté par les fantômes de son équipage. Dans une autre version, le capitaine fut maudit pour avoir appareillé un Vendredi saint. Ou encore le capitaine de ce brick fut assassiné par son équipage qu'il parvint à maudire avant de mourir. Peu de temps après, la peste se déclara à bord et le navire fut rejeté de tous les ports où il tenta d'accoster, par peur de la contagion. Il commença alors à errer sans fin sur les mers. C'est aussi parfois des actes de piraterie et de cruauté de l'équipage qui sont la cause de sa malédiction,.
Le parc d'attractions d'Efteling aux Pays-Bas donne sa propre version pour expliquer le thème de son manège De Vliegende Hollander : Le capitaine Willem van der Decken commande le navire Hollander. Il est riche et puissant ce qui ne l'empêche pas d'être un terrible pirate. En 1678, il décide d'appareiller vers les Indes, un Vendredi saint, malgré une terrible tempête. Il fait alors cette proclamation qui lui vaudra la damnation éternelle :
| En vieux néerlandais                                                                                         | En français                                                                                        |
| --- | -------------------------------------------------------------------------------------------------- |
| Ik zal vaeren, storm of gheen storm, Paesen of gheen Paesen. Ik zal vaeren, al is het tot in den eeuwigheid! | Je naviguerai, tempête ou pas tempête, Pâques ou pas Pâques. Je naviguerai, même pour l'éternité ! |

En 1839, l'écrivain Frederick Marryat, lui-même ancien marin, a publié un long roman ayant pour titre The Phantom Ship. Le héros principal, Philippe Vanderdecken, fils du capitaine du navire maudit, embarque en tant qu'officier à bord du Ter Schilling. Lorsque le navire approche du cap de Bonne-Espérance, il fait une sinistre rencontre :

« À environ trois milles de distance, au centre de cette lueur, qui s'étendait à environ quinze degrés au-dessus de l'horizon, était un grand vaisseau qui semblait lutter contre un ouragan violent, quoiqu'il fît un calme plat. Il plongeait et s'élevait sur une eau parfaitement tranquille : tantôt disparaissant sous les flots, tantôt se remontrant à la surface. Sa grand'voile et ses huniers étaient serrés, et il ne portait que sa misaine dont les ris étaient pris, une voile d'étais et une voile de senau sur son arrière. Ce bâtiment semblait poussé par la force du vent vers le Ter Schilling. À chaque instant on le distinguait mieux. Enfin on le vit virer de bord ; et pendant cette manœuvre il était à si peu de distance qu'on aurait pu compter les hommes sur le pont. Mais à ce moment une obscurité soudaine l'enveloppa, et on ne le revit plus. »

Avec la publication de ce roman, la légende du brick maudit, qui était déjà colportée dans tous les ports depuis au moins deux siècles[réf. nécessaire], prit un essor si considérable qu'elle devint l'un des thèmes classiques de la littérature maritime.

## Témoignage princier

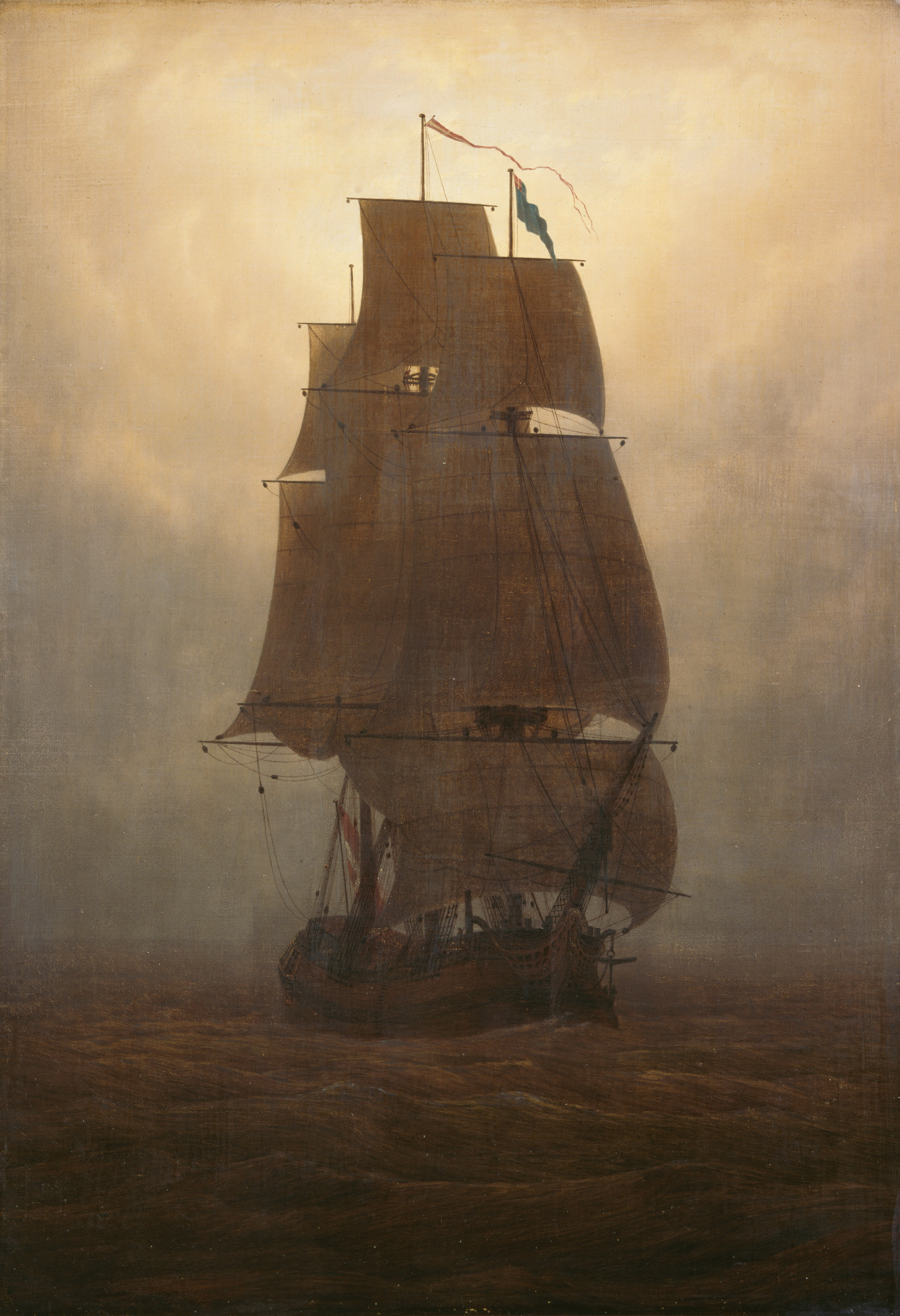
Un grand navire aux voiles rouges est l'une des descriptions du mythe.

Le jeune duc d'York, futur roi d'Angleterre sous le nom de George V, a servi dans la marine britannique jusqu'en 1891. Lors de l'un de ses nombreux voyages il s'est trouvé, en compagnie de son frère le prince Albert Victor, à bord du navire-école La Bacchante qui faisait route vers Sydney en Australie. Le 11 juillet 1881, alors que le bateau naviguait dans les eaux australiennes, il eut la vision d'un vaisseau fantôme identifié comme étant le Hollandais volant. Il nota dans son carnet de route : 

« Au milieu d'une lumière rouge, on distingua nettement les mâts, les vergues et les voiles d'un brick à environ deux cents 
verges (soit environ 180 mètres) par bâbord avant. Le veilleur d'étrave signala le navire très proche et l'officier de quart le vit aussi, clairement, de la passerelle. Le midshipman de service l'aperçut également et fut envoyé sur le gaillard d'avant, mais, quand il y arriva, il ne put voir aucun signe de bateau matérialisé. La nuit était claire, la mer calme. Treize personnes au total ne pouvaient nier l'avoir vu. »

Par ailleurs, le matelot de vigie qui était en haut du grand mât tomba et se tua sur le coup. La mort accidentelle d'un membre d'équipage pouvant être embarrassante pour le capitaine, l'écrivain Xavier Yvanoff suggère qu'en fait, cette brève apparition était aussi une justification providentielle de ce dramatique accident.

## Persistance de la légende
La légende a marqué durablement les esprits. En 1882, Jean-Léon Soubeiran écrivait, parlant de la géographie des côtes du sud de l'Afrique :

« Joignez à cela un océan tempétueux pendant la plus grande partie de l'année, une ceinture presque continue d'un violent ressac et de nombreux promontoires que prolongent le plus souvent de dangereux récifs. Aussi cette côte était-elle redoutée des anciens navigateurs, qui, pour éviter l'influence funeste du Hollandais volant, du Vaisseau fantôme de van Deeken, avaient pris soin de planter sur tous les caps la croix, signe du salut. »

En 1939, un bateau semblable fut vu par une douzaine de personnes qui se baignaient à Glencairn beach, une plage d'Afrique du Sud, au sud-est du Cap. Le navire, qui avait toutes ses voiles gonflées, a traversé la mer à vive allure bien qu'il n'y eût pas la moindre brise.

## Le Hollandais volant dans la culture populaire
La légende du Hollandais volant se confond avec celle, plus vaste, des vaisseaux fantômes, dont il est l'exemple le plus célèbre. Ce thème a donné naissance à une très grande quantité d'œuvres de toutes natures, dont une liste, non exhaustive, figure ici. La représentation du Hollandais volant y est fréquemment très éloignée de la légende originelle.

### Littérature
Victor Hugo y fait allusion dans un des poèmes de La Légende des siècles :
C'est le Hollandais, la barque

Que le doigt flamboyant marque !

L'esquif puni !

C'est la voile scélérate !

C'est le sinistre pirate

De l'infini.
Pierre Mac Orlan, dans son roman Les Clients du Bon Chien jaune paru en 1926, imagine des pirates qui déguisent leur bateau en Hollandais volant.
F. Richard-Bessière, dans son roman de science-fiction Le Vaisseau de l'ailleurs paru en 1972, met en scène le Hollandais volant.
Edgar Allan Poe évoque, dans le dixième chapitre de son roman Les Aventures d'Arthur Gordon Pym publié en 1838, la rencontre avec un brick hollandais abandonné peuplé de cadavres. Il ne mentionne pas explicitement le Hollandais Volant, mais l'allusion est évidente.
Dans le « Lexique de l'Imperium » figurant à la fin de Dune, Frank Herbert fait figurer :

« Ampoliros : le légendaire Hollandais Volant de l'espace. »

Irène Frain rapporte une version de la légende du « Voltigeur hollandais » dans ses Contes du cheval bleu les jours de grand vent, parus en 1980.
Brian Jacques, dans sa série Les Naufragés du Hollandais volant (2001-2006), raconte les aventures de passagers clandestins du bateau.
Evelyne Brisou-Pellen, dans le tome 5 de sa saga Le Manoir paru en 2015, évoque le Hollandais Volant et son équipage en tant qu'antagonistes.

### Films
- Pandora (Pandora and the Flying Dutchman), est un film réalisé par Albert Lewin en 1951 qui réactualise le mythe du Hollandais volant.

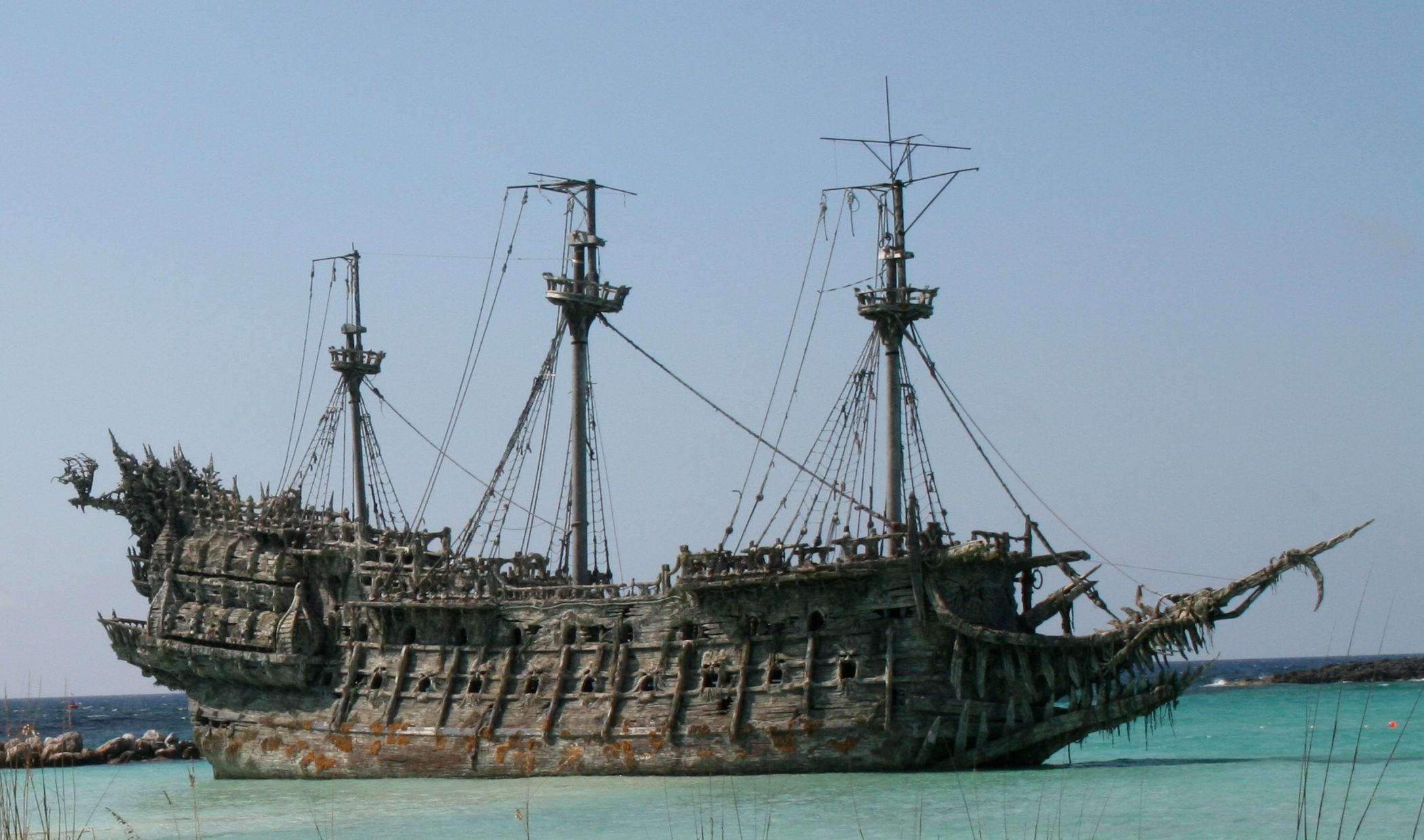
Réplique du Hollandais volant des films de la saga Pirates des Caraïbes.

- Pirates des Caraïbes : les films de la saga Pirates des Caraïbes, débutée en 2003, proposent une version très différente de la légende traditionnelle, dont il ne subsiste que l'essentiel, à savoir un bateau fantôme maudit peuplé de morts et de damnés.

Dans le film de 2006, le Hollandais volant est un navire créé par la déesse Calypso, destiné à être le bateau du pirate Davy Jones avec pour mission de conduire au bout du monde, pendant dix années, les âmes des marins morts en mer ; en échange de quoi elle lui accordait l'immortalité.
Au bout de dix ans, l'infidèle Calypso ne venant pas au rendez-vous de l'homme qui l'aimait et Davy Jones refusant de poursuivre sa mission, il s'arracha le cœur pour mettre fin à ses tourments amoureux, et le mit dans un coffre qui fut enterré sur l'île des quatre vents. Une malédiction s'abattit alors sur lui, le transformant, lui et son équipage, en créatures marines.
Davy Jones fut en outre séparé en deux personnages : le capitaine du Hollandais volant, mais aussi le terrible Kraken. Le navire fut également transformé en un organisme capable de plonger sous les eaux qui ne peut vivre sans son capitaine. Le 5 juillet 2006, une réplique grandeur nature du bateau est installée dans le lagon de Castaway Cay, une île privée des Bahamas desservie par la Disney Cruise Line.

### Télévision
- Dans la série d'animation Bob l'éponge, créée en 1999, et sa série dérivée Kamp Koral : Bob la petite éponge, le Hollandais volant et son capitaine font plusieurs apparitions[18],[19].
- Dans l'épisode Le Bateau de la malédiction de la Série Xena, la guerrière.

### Bande dessinée
- Dans son manga One Piece, Eiichirō Oda introduit le Hollandais volant dans le chapitre 606  et les épisodes 525 et 526. Le bateau et son équipage se trouvent à plusieurs milliers de mètres au fond de l'océan, et sont confrontés aux compagnons de Monkey D. Luffy[20].
- Dans le manga Soul Eater de Atsushi Ōkubo, on aperçoit l'apparition du Hollandais volant quand Death the Kid poursuit Crona. Le capitaine du bateau qui est aussi le bateau possède plusieurs âmes humaines qu'il a capturées.
- Le Hollandais volant fait une apparition dans le comic The Silver Surfer #8 en septembre 1969, dans l'épisode intitulé Now Strikes the Ghost[21].
- Le Hollandais volant apparaît dans la première partie de la série De cape et de crocs (dans les tomes Pavillon noir ! et L'Archipel du danger) sous la forme d'un vaisseau fantôme peuplé de squelettes, que les héros vont utiliser pour faire face aux pirates à la recherche des Îles Tangerines.
- Dans une aventure de Picsou, Le trésor du Hollandais volant, publiée par Carl Barks en 1959, Picsou découvre dans des archives que le Hollandais volant était chargé de lingots d'or. Il part à sa recherche accompagné de Donald et de ses neveux. Au fil des parutions françaises, le titre original anglais, The Flying Dutchman, a été aussi traduit par Le vaisseau fantôme d'Oncle Picsou et Le Hollandais volant[22].
- Il apparaît dans un album pour enfant, Robin et les Pirates, illustré par Adelchi Galloni, sur un texte d'Ermanno Libenzi, publié chez Fernand Nathan, en 1974.
- Dans l’album Petit vampire va à l’école de Joann Sfar (1999), le capitaine des morts se présente comme le capitaine du hollandais volant (planche 20).
- Dans le diptyque Petrus Barbygère de Joann Sfar et Pierre Dubois (1996), Van Haecken, le capitaine des morts, aide Barbygère à délivrer le peuple féérique des mains du pirate Reddy Scarlett.

### Musique
- En 1843, Richard Wagner composa le célèbre opéra : Der fliegende Holländer.
- Dans son album concept Death Came Through a Phantom Ship (en) (2010), le groupe Carach Angren raconte la légende du Hollandais volant.
- Dans son album Hip hip hip... pirates! (2017), le chanteur Gérard Delahaye créé une chanson sur ce thème, Le Hollandais Volant[23],[24].
- The Jolly Rogers, un groupe Shanti, a cappella, chanson a boire et pirate, relate l'histoire d'un équipage ayant croisé le Hollandais volant dans la chanson The Flying Dutchman parue en 2016 sur l'album XXV.
- L'album Stormwatch (1979) du groupe de rock britannique Jethro Tull contient le morceau The Flying Dutchman.